# Tycho Brahe
  Tycho Brahe  (danès: Tyge Ottesen Brahe)  (Castell de Knutstorp, 14 de desembre de 1546 - Praga, 24 d'octubre de 1601) va ser un astrònom danès. Va fer construir Uraniborg, que es convertiria en el primer Institut d'investigació astronòmica. Els instruments dissenyats per Brahe li van permetre mesurar amb una precisió molt superior a la de l'època les posicions dels estels i els planetes. Atret per la fama de Brahe, Johannes Kepler va acceptar una invitació d'aquest per a treballar-hi a Praga.
Tycho pensava que el progrés en astronomia no podia aconseguir-se per l'observació ocasional i les investigacions puntuals sinó que es necessitaven mesures sistemàtiques nit rere nit utilitzant els instruments més precisos possibles. Les mesures de Brahe sobre la posició dels planetes amb el temps van passar a mans de Kepler a la seva mort. Les mesures del moviment de Mart (i en particular del seu moviment retrògrad) van ser essencials perquè Kepler pogués formular les tres lleis de Kepler que regeixen el moviment dels planetes i que van servir posteriorment de base a la llei de la gravitació universal de Newton.

## Biografia i caràcter
Tyge (la versió llatina del nom és Tycho) Brahe va néixer el 14 de desembre de 1546 al castell de Knutstorp a Escània, llavors part de Dinamarca i actualment a Suècia. Tycho Brahe va ser batejat Tyge pels seus pares Beate Bille i Otte Brahe. Otte Brahe, el pare de Tycho, procedia de la noblesa danesa i era un home important entre el grup més proper d'adeptes al rei danès. Beate Bille, la mare de Tycho, també venia d'una important família que havia produït importants eclesiàstics i polítics. Tycho va ser un de dos bessons, però el seu bessó va morir poc després de néixer. Els seus pares ja tenien una filla anterior, Sophia Brahe però Tycho va ser el seu primer fill baró.
Un estrany episodi va ocórrer quan Tycho tenia dos anys. El seu oncle, Jorgen Brahe sense el coneixement dels seus pares se'l va endur amb ell. Va ser un estrany episodi, ja que no sembla haver causat disputes familiars ni va fer que els seus pares intentessin recuperar-lo. Jorgen Brahe, i la seva dona Inger Oxe no tenien fills propis, i van actuar com pares adoptius per a Tycho fins a la mort de Jorgen. Jorgen Brahe, com el seu germà Otte, era un important aristòcrata danès, mentre que Inger Oxe (la seva esposa) era la germana de Peder Oxe que era membre dels Rigsraads, el consell de govern compost pels 20 consellers del Rei. De fet Tycho es va beneficiar molt en l'aspecte educatiu de la seva mare adoptiva, Inger Oxe, que tenia inquietuds intel·lectuals com altres membres de la seva família, mentre que els Brahe i els Bille tenien poc temps per a pretensions educatives.
El seu padrastre, Jorgen, el va enviar a estudiar a la Universitat de Copenhaguen el 1559 i més tard, el 1562, a Leipzig. A Copenhaguen, a l'edat de 14 anys, va poder observar un eclipsi parcial de Sol que li va causar una gran impressió. Segons sembla, la predicció dels esdeveniments astronòmics va atraure amb gran força l'atenció del jove Tycho, que va començar a adquirir llibres d'astronomia. Va viatjar per Alemanya i va estudiar en altres universitats com Wittenberg, Rostock i Basel. En aquesta època va desenvolupar el seu altre gran interès, l'alquímia. El 1566, mentre estudiava a Wittenberg, el jove Tycho es va enfrontar en duel amb un altre estudiant per una disputa sobre els respectius mèrits com a matemàtics. En el duel Brahe va perdre part del seu nas i va haver de portar una pròtesi metàl·lica la resta de la seva vida. Va tornar a Dinamarca el 1570. De 1597 a 1598 va quedar-se al castell Wandesburg de Wandsbek sota la protecció del noble Enric Rantzau.
El 1574 Tycho va començar a donar classes d'astronomia a la Universitat de Copenhaguen, però ho va deixar l'any següent en rebre una assignació de l'herència del seu pare. El 1575, i amb la finalitat que no marxés de Dinamarca, el rei Frederic II li va oferir l'illa de Hven (avui anomenada Ven) per a construir un observatori astronòmic: Uraniborg.
Durant la seva etapa inicial a Uraniborg Tycho Brahe, en contra de l'opinió de la seva família, va contraure matrimoni amb una jove d'origen humil anomenada Kirsten Jorgensdatter, amb qui va tenir vuit fills.
Després de la mort del rei Frederic el 1588, el seu fill, Cristià IV de Dinamarca li va continuar donant suport durant uns anys, però amb el temps les diferències entre Tycho i la casa reial es van anar fent més grans, fins que Tycho va tancar l'observatori el 1597 i es va traslladar a Praga on l'emperador Rodolf II el va nomenar Matemàtic Imperial. A Praga va continuar fent observacions astronòmiques ajudat per un jove Johannes Kepler, qui va ser el seu successor en el lloc de Matemàtic Imperial i qui, després de 38 anys d'observacions, compondria les anomenades Taules rudolfines (1627) en honor del seu mecenes.

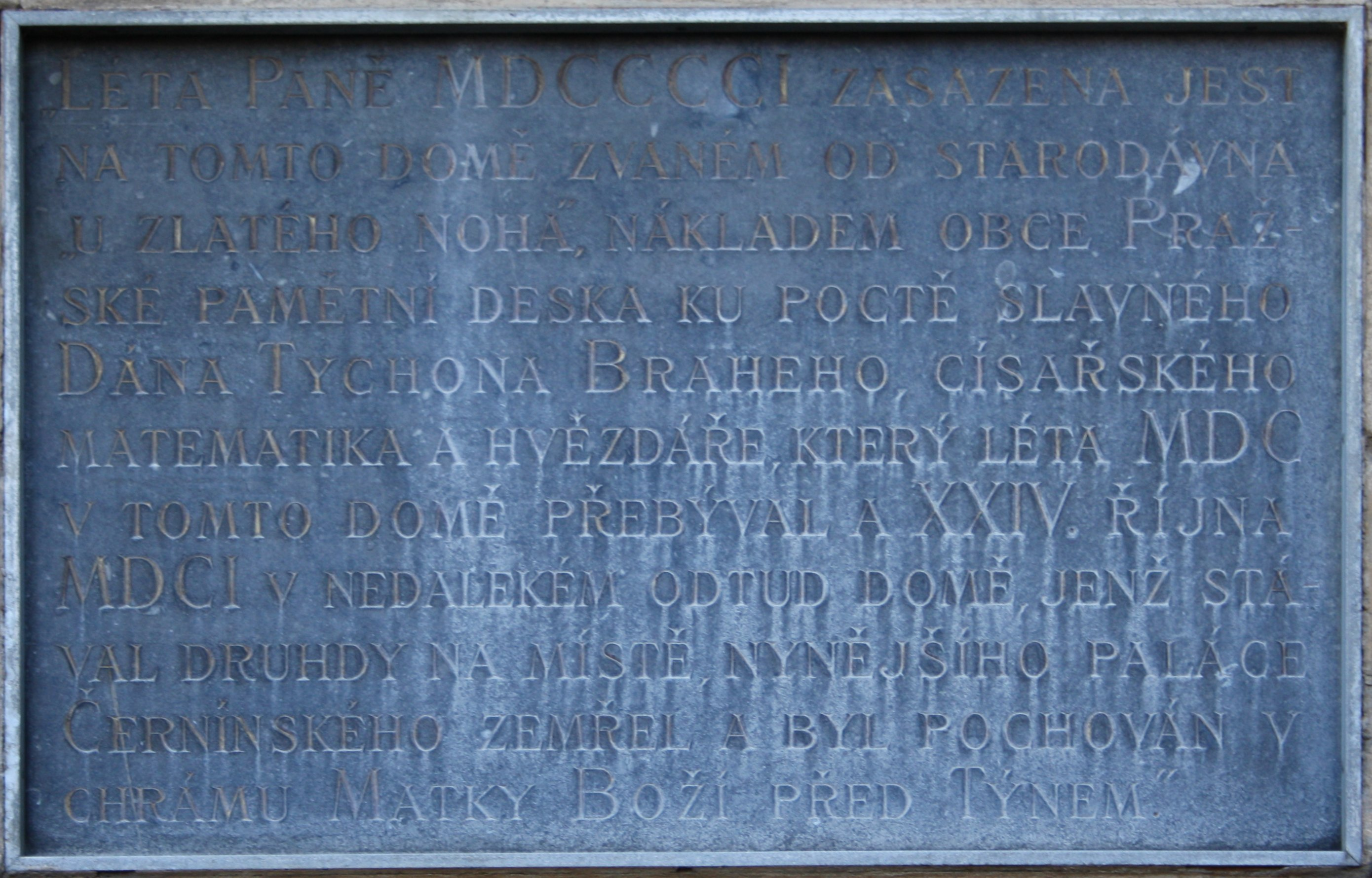
Làpida de la tomba de Tycho Brahe a l'església de Tyn

La mort de Brahe constitueix també una anècdota curiosa. Moltes fonts històriques citen com a causa de la seva mort una infecció d'orina per no absentar-se per educació i respecte en un sopar a Praga el 1601. El llarg sopar li va ocasionar una forta infecció d'orina que el va prostrar al llit amb febre elevada durant 11 dies. El 1996 es va obrir la tomba de Tycho Brahe a Praga i es van analitzar els seus cabells. Es van trobar dosis tan elevades de mercuri que actualment es considera l'enverinament per mercuri com a causa de la seva mort.
Atès que Brahe tenia interès per l'alquímia i la medicina i que el mercuri era un element comú als medicaments alquímics preparats per ell mateix, és molt probable que morís enverinat pels seus propis medicaments tractant de recuperar-se dels seus problemes urinaris. En la seva agonia Tycho repetia una vegada i una altra: Non frustra vixisse vidcor (que no hagi viscut en va). En aquest sentit, havia fet prometre a Kepler que usaria les seves observacions per construir un nou sistema de l'univers basat en la seva pròpia teoria. La seva tomba es troba a l'església de la Mare de Déu de Tyn a Praga.

## Trajectòria científica
Tycho Brahe va ser l'últim dels grans astrònoms observadors de l'era anterior al telescopi, un aspecte a tenir molt en compte.
El 24 d'agost de 1563, mentre estudiava a Leipzig, es va escaure una conjunció de Júpiter i Saturn, un esdeveniment predit per les taules astronòmiques existents. Tanmateix, Tycho es va adonar que totes les prediccions sobre la data de la conjunció estaven equivocades en dies o fins i tot mesos. Aquest fet va tenir una gran influència sobre ell. Brahe es va adonar de la necessitat de compilar noves i precises observacions planetàries que li permetessin realitzar taules més exactes. En les seves pròpies paraules:
He estudiat totes les cartes dels planetes i les estrelles i cap d'ells coincideix amb els altres. Hi ha tantes mesures i mètodes de mesurament com astrònoms i tots en desacord. El que es necessita és un projecte per cartografiar els cels des d'un únic lloc durant diversos anys. -Tycho Brahe, 1563 (als 17 anys).

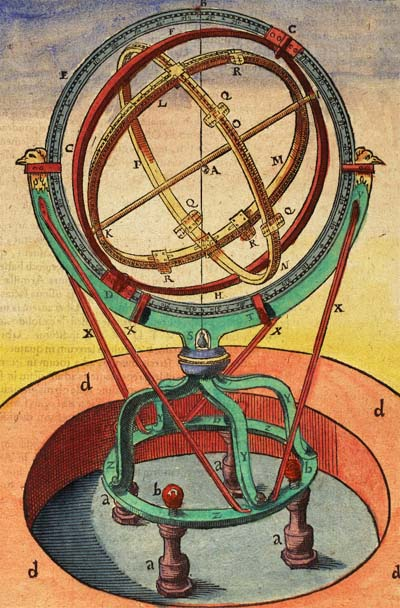
Aparell astronòmic ideat per Tycho Brahe

En el decurs de la seva carrera científica Tycho Brahe va perseguir aquest objectiu. Així va desenvolupar nous instruments astronòmics. Amb ells va ser capaç de realitzar un precís catàleg estel·lar de més de 1000 estrelles les posicions del qual havien estat mesurades amb una precisió molt superior a l'aconseguida fins llavors. Les millors mesures de Tycho aconseguien precisions de mig minut d'arc. Aquestes mesures van permetre a Tycho mostrar que els cometes no eren fenòmens meteorològics sinó objectes de més enllà de la Terra.
Els seus instruments científics van ser àmpliament copiats a Europa. Tycho va ser el primer astrònom a percebre la refracció de la llum i corregir les mesures astronòmiques d'aquest efecte. El conjunt complet d'observacions de la trajectòria dels planetes va ser heretat per Johannes Kepler, en aquell temps ajudant de Brahe. Gràcies a aquestes detallades observacions Kepler seria capaç uns anys més tard de trobar les lleis que governen el moviment planetari.

### L'estrella de Tycho
En la seva joventut, Tycho va observar una supernova el 1572 a la constel·lació de Cassiopea. En aquella època es creia en la immutabilitat del cel i en la impossibilitat de l'aparició de noves estrelles, però la brillantor d'aquesta era incontestable. Inicialment l'estrella era tan brillant com Júpiter però aviat va superar la magnitud -4 i es va fer visible fins i tot de dia. A poc a poc va anar esvaint-se fins a deixar de ser visible cap al març del 1574. Quan Tycho va publicar les observacions detallades de l'aparició d'aquesta supernova es va convertir instantàniament en un reputat astrònom. Va nomenar l'estrella Stella Nova (estrella nova en Llatí). Tycho no va ser el primer a descobrir l'aparició d'aquesta supernova, però va publicar les millors observacions de la seva aparició i de l'evolució de la seva brillantor, raó per la qual se la coneix amb el seu nom.

### Geocentrisme

Representació del sistema solar, segons Tycho Brahe

El sistema de l'univers de Tycho representa una transició entre la teoria geocèntrica de Tolemeu i la teoria heliocèntrica de Copèrnic. En la teoria de Tycho el Sol i la Lluna giren al voltant de la Terra, immòbil mentre que Mart, Venus, Júpiter i Saturn girarien al voltant del Sol. Brahe estava convençut que la Terra estava estàtica perquè si no haurien de poder-se apreciar els moviments aparents de les estrelles. Tal efecte existeix realment i es denomina paral·laxi però no podia ser detectat amb observacions visuals directes. Les estrelles estan molt més lluny del que es considerava raonable en l'època de Tycho Brahe.

### Uraniborg i altres observatoris

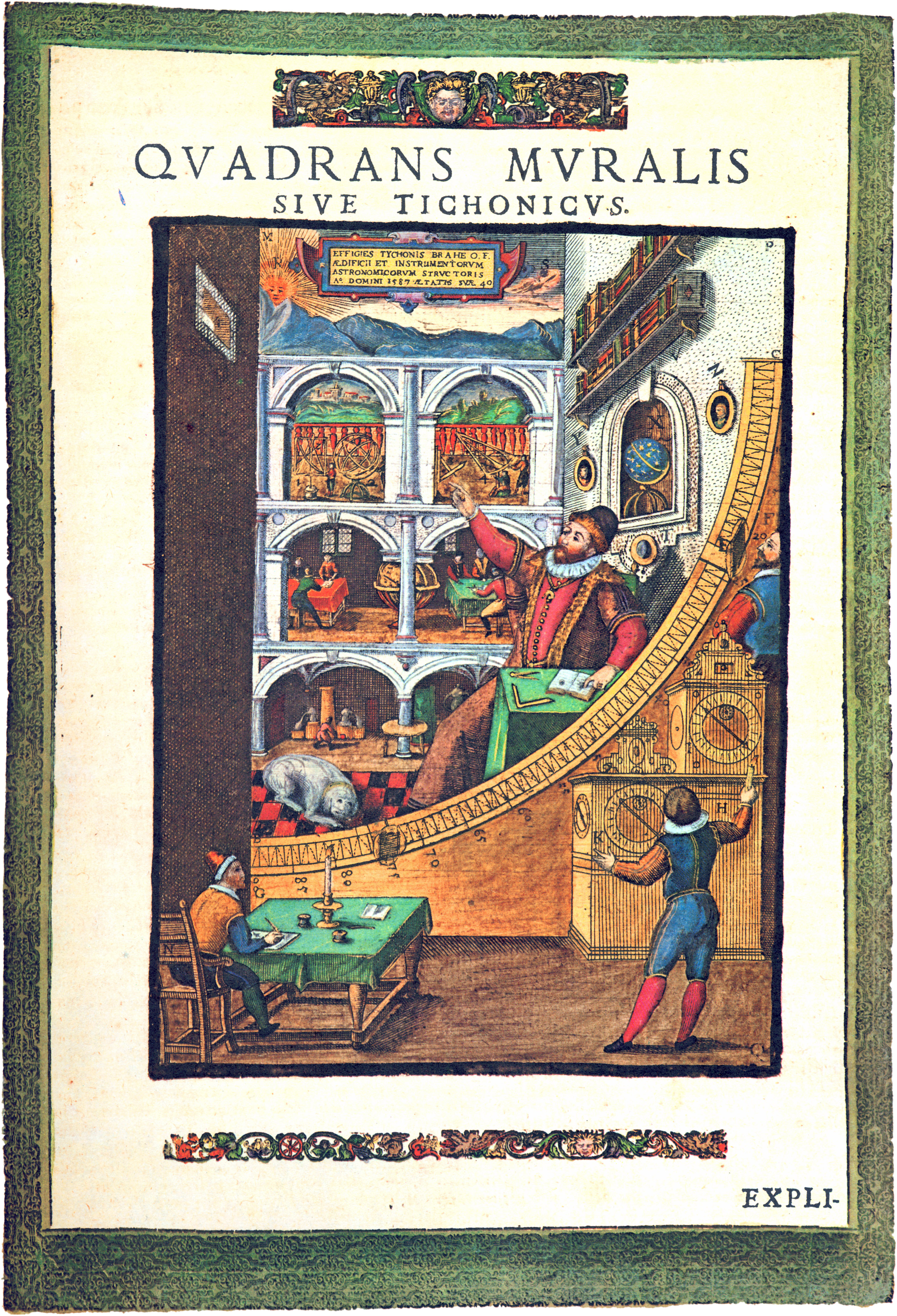
Mauerquadrant (Tycho Brahe 1598)

El rei Frederic II de Dinamarca i Noruega estava tan impressionat per les observacions de Tycho Brahe que va finançar la construcció de dos observatoris per a Brahe a l'illa de Veuen. Els observatoris es deien Uraniborg i Stjerneborg. El primer tenia també un laboratori per als experiments alquímics de Tycho Brahe. A la mort del rei, Tycho va discutir amb el seu successor, Christian IV i Brahe es va desplaçar a Praga en 1599. Allí va aconseguir el favor de l'emperador Rodolf II qui el nomenà matemàtic imperial, li va oferir una sumptuosa mansió i li va permetre triar entre diversos castells per construir un nou observatori. Tycho Brahe va triar el castell de Benátky nad Jizerou a 50 km de Praga. Atès que Rodolf II era un apassionat de l'astrologia, Brahe havia de proporcionar cartes astrals per als alts membres de la cort així com elaborar interpretacions astrològiques d'esdeveniments com l'arribada del Gran Cometa de 1577 i l'aparició de la supernova de 1572. Les obres i instal·lació dels seus instruments es van anar complicant i Brahe va decidir tornar a Praga. En aquesta època Brahe escriu les Taules Rudolfines en les quals publica les seves lleis sobre el moviment dels astres. A Praga Brahe coneix finalment Kepler a qui confiaria els resultats de les seves mesures dels moviments de la Lluna i els planetes.

## Brahe i l'astrologia
Brahe, igual que molts astrònoms de l'època, sembla haver acceptat els principis de l'astrologia, i creia que el moviment dels planetes influïa, encara que no determinava, els esdeveniments terrestres. Així i tot, Brahe va expressar el seu escepticisme sobre la multiplicitat de sistemes astrològics i preferia un treball astronòmic assentat en les matemàtiques. A pesar d'això dos dels seus treballs inicials, ara perduts, versaven sobre l'astrologia. Tycho també va treballar en la predicció del temps, va realitzar interpretacions astrològiques de la supernova de 1572 i del cometa de 1577 i va escriure cartes astrals per als seus patrons Frederic II i Rodolf II. En la filosofia natural de Tycho Brahe l'astrologia i l'alquímia eren parts fonamentals.

## Objectes amb el seu nom
- El cràter Tycho a la Lluna.
- El cràter Tycho Brahe a Mart.
- 1677 Tycho Brahe, asteroide.
- Premi Tycho Brahe, premi atorgat per la Societat Astronòmica Europea.
- HEAT-1X Tycho Brahe, model de coet danès.
- Tycho Brahe Planetarium, planetari a Copenhagen.
- MF Tycho Brahe, motor marítim.

A Suècia, els dies considerats especialment desgraciats per raons màgiques o astrològiques, s'anomenen dies de Tycho Brahe.

## Obres seleccionades
- De Mundi Aetherei Recentioribus Phaenomenis Liber Secundus (Uraniborg, 1588; Praga, 1603; Frankfurt, 1610)
- Tychonis Brahe Astronomiae Instauratae Progymnasmata (Praga, 1602/03; Frankfurt, 1610)
- Opere. Carteggi (en llatí).  København: G.E.C. Gad, 1876-1886.